# 斯勞車站
斯勞車站（英語：Slough Railway Station）是一座位於英格蘭伯克郡斯勞一段大西部主線上的車站。該站處於倫敦帕丁頓車站和雷丁站的中間點附近，實際距離帕丁頓站的「零點」18英里36鏈（18.45英里；29.7）。與該站相鄰的車站分別為東邊的蘭利車站和西邊的柏南車站。
該站的鐵路服務分別由大西部鐵路公司以及倫敦交通局（伊利沙伯綫）提供。大西部鐵路公司提供往返倫敦帕丁頓、雷丁、迪德科特以及牛津等車站的列車服務，並營運一條往返本站及溫莎-伊頓中央車站的支線。至於在斯勞停站的伊利沙伯綫列車則主要往返雷丁車站及倫敦修道院森林車站之間。

## 歷史
大西部主线最初建成的路段來往倫敦帕丁頓及梅登黑德之間，開通於1838年6月4日。當時列車已有在斯勞停靠，但大西部鐵路尚未在此地建造任何車站建築物，從斯勞出發的乘客需在附近的皇冠旅館（英語：Crown Inn）買票。這是因為授權建造大西部鐵路的法案中包含一項條款，禁止鐵路公司未經伊頓公學校方許可而在其方圓3英里（4.8）內建造車站，不过這條款未有禁止列車在該範圍內停車及上落乘客。
禁止建造車站的條款随後被廢除，大西部鐵路於1840年6月1日啟用了斯勞的第一所車站。維多利亞女王正是在本站首次搭乘鐵路：她於1842年6月13日在王夫阿爾伯特親王陪同下從斯勞車站登上火車前往帕丁頓附近的主教橋。
雖然斯勞與女王居住的溫莎堡有一定距離，但由於伊頓公學校方長期阻止鐵路延伸至溫莎一帶，斯勞車站在啟用的最初幾年被定位為皇家車站：車站有供女王使用的候車室，旁邊亦修建了一座方便女王候車的皇家酒店（The Royal Hotel）。直到1849年，大西部鐵路才在溫莎地區人士及王室的支持下成功抗衡伊頓公學，修建直達溫莎的支線。
斯勞車站在1843年獲安裝電報系統。該系統在1845年成為逮捕一個殺人凶手的關鍵：該年元旦日，約翰·塔威爾在斯勞鹽山以摻入氰化氫的啤酒毒殺情婦莎拉·赫特（英語：Sarah Hart）。為了逃避警方追捕，塔威爾在斯勞車站登上前往倫敦的火車，然而當地警方隨即在斯勞車站拍發電報，向帕丁頓站職員告知塔威爾的資料和外貌特徵。結果塔威爾次日在倫敦被捕，並於同年3月被問吊。
斯勞車站於1884年9月8日向西遷移約220碼（200）。新站沿用至今。
配合橫貫鐵路（伊莉沙伯線）計劃，該站於2010年代進行一系列改造工程，包括加長2至5號月台的長度以容納12節列車，以及縮短遮雨棚騰出空間配置高架電纜。

### 直達倫敦市中心的服務
倫敦大都會鐵路在1863年通車，是世界上首條地鐵。由於該鐵路最初以大西部鐵路的寬軌規格興建，大西部鐵路在其後一段時間開設了直通列車從旗下多個站點來往倫敦市中心，最遠者自溫莎-伊頓中央車站開出，途經斯勞車站。1883年，另一所倫敦地鐵公司大都會區域鐵路也開設從溫莎-伊頓中央車站經斯勞車站及大西部鐵路前往位於倫敦市的市長官邸站的長途列車，惟該服務因無利可圖而於兩年後停辦。
2022年11月6日，伊利沙伯線全線通車，斯勞車站在相隔近140年後再次設有直達倫敦市中心的列車服務。

### 事故
斯勞車站及其周邊地區曾發生至少20宗鐵路事故，以下為其中三宗影響較大者：
- 1900年6月16日下午1時41分，一列從帕丁頓開往法爾茅斯碼頭（英语：Falmouth Docks railway station）的特快列車在斯勞車站連續越過兩組處於「危險」（禁止通過）狀態的信號，並與一列正在斯勞停站、前往溫莎-伊頓中央車站的普通列車相撞，造成普通列車上5名乘客喪生[21]。事故調查指出特快列車的司機因高齡及工時過長[註 5]導致疲勞而未有留意兩組「危險」信號，同時批評特快列車的火夫（英语：Fireman (steam engine)）和車掌未能及時察覺列車通過了「危險」信號[22]。該事故促成大西部鐵路為旗下列車研發及安裝「列車自動控制系統」[註 6][23]。
- 1941年7月2日，一列自普利茅斯開往帕丁頓的特快列車在轉轍途中與一列貨運列車於斯勞車站以東約一英里的海豚交匯處（英語：Dolphin Junction）相撞，造成5人喪生及24人受傷。事後有關信號操作員被指責在未能確定貨運列車能及時剎停[註 7]的情況下就放行特快列車[24][25]。
- 1994年11月2日，一列165型列車（英语：British Rail Class 165）在斯勞車站由於發生車輪打滑，未能及時停車而撞上止衝擋，造成至少兩人受傷。相關事故報告指出該列車滑行了1,200碼（1,100），而假如沒有撞上止衝擋會再滑行910碼（830）。由於當時的同型號列車頻頻捲入制動事故，當時新近私營化的鐵路公司表示一度有意全線停用有關列車。至於英國鐵路則以加強車長培訓作為應對措施[26]。

## 現況及設施
根據鐵路及道路辦公室的統計數據，斯勞車站於2022至2023年度的總乘客人數為452.8萬人次，其中最多乘客來往的車站是倫敦帕丁頓，共171.5萬人次。
斯勞車站前庭設有一個計程車站，並鄰接斯勞公車總站，惟後者因於2022遭受火災而暫停開放，截至2024年仍未重開。

### 列車服務
根據2024年6月生效的時間表，斯勞車站日間非繁忙時間的列車服務如下：
- 大西部鐵路公司
  - 東行：每小時2班列車不停站前往倫敦帕丁頓車站
  - 西行：每小時2班列車前往迪德科特泊車道車站。該等列車直駛至梅登黑德車站後各站停車
    - 西行服務逢星期天由每小時1班直達雷丁車站的列車，加上每小時1班直駛往梅登黑德車站後各站停車至牛津車站的列車取代

  - 支線：每小時3班列車往返溫莎-伊頓中央車站，沿途不設車站
- 倫敦交通局（伊利沙伯綫）
  - 東行：每小時4班列車前往修道院森林車站，其中2班在倫敦帕丁頓車站之前只停部份車站，其餘2班各站停車
  - 西行：每小時4班列車。其中2班以梅登黑德車站為終點，中途只停柏南車站；另外2班繼續行駛至雷丁車站，各站停車

常見於斯勞車站的列車
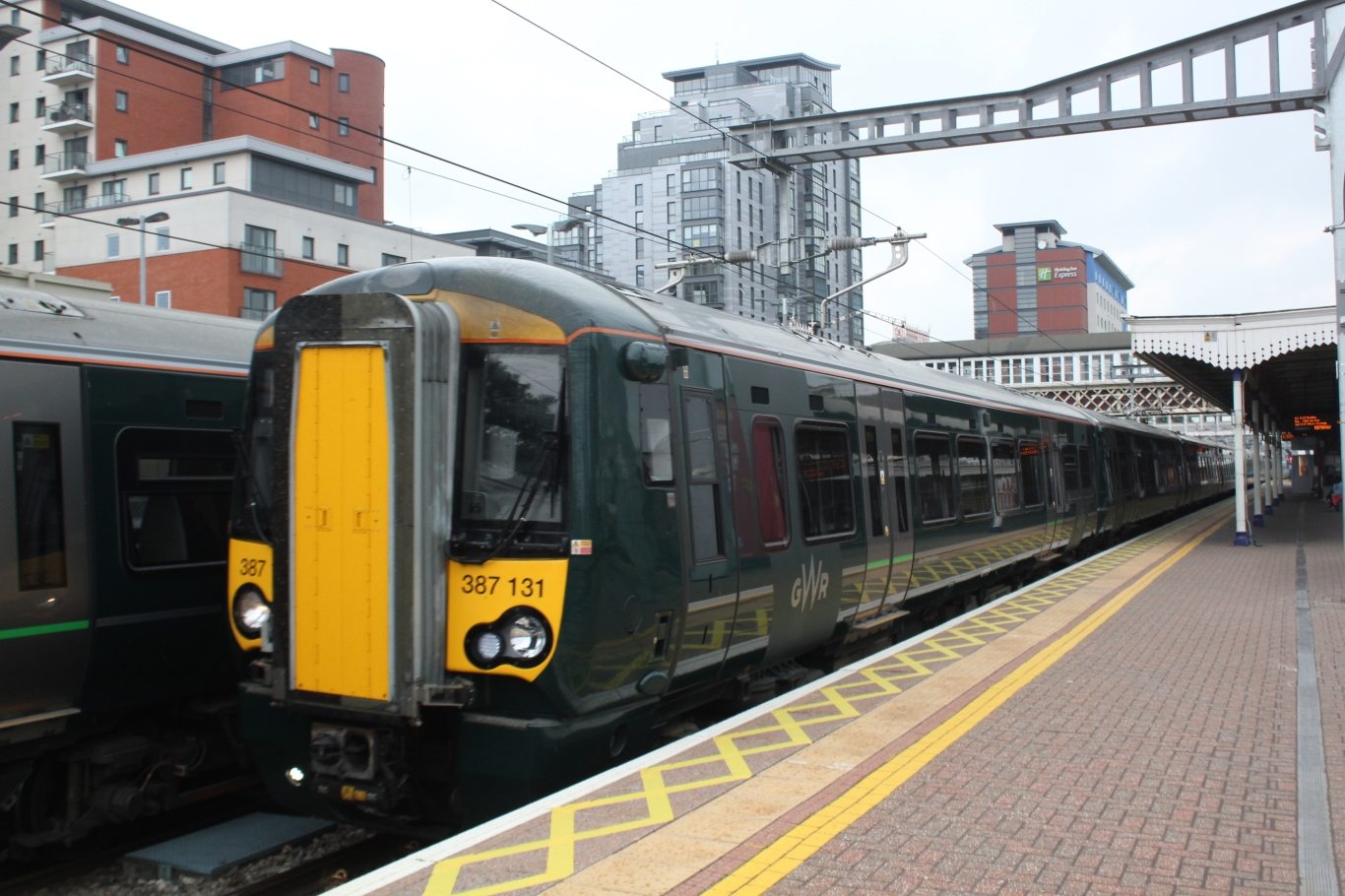
隸屬大西部鐵路公司的387型列車
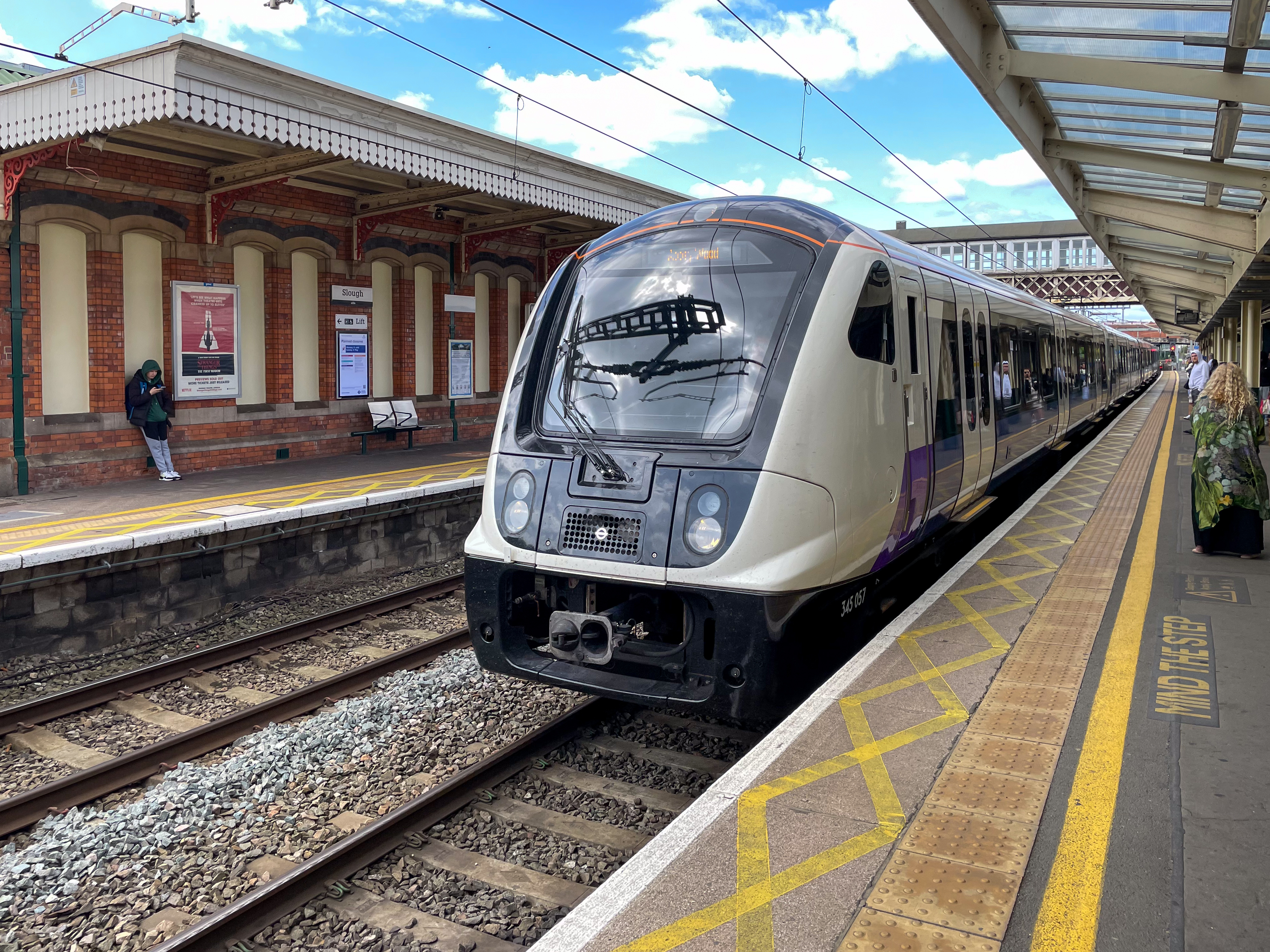
隸屬倫敦交通局（伊利沙伯綫）的345型列車

## 車站建築
1840年建成的第一代斯勞車站實由兩座同時位於鐵路南面的奶白色建築物組成，分別讓往倫敦方向及往雷丁方向的列車停站。當時使用車站的乘客需要前往正確的建築物候車，女王亦不例外──因此兩座車站建築物皆設有供女王專用的候車室。
1861年，配合大西部鐵路增設標準軌，斯勞車站增設兩個鄰接正線的木製月台。大西部鐵路於1870年代曾有意興建石造車站以取代木製月台，但未曾竣工。
現時屬第二帝國風格的車站建築於1884年建成。新站位於鐵路線兩旁，以減低停站列車對整條鐵路造成的影響。1984年，斯勞車站獲英格蘭歷史遺產保護局列為二級登錄建築。
現時的斯勞車站共有5個月台，其中1號月台供往返溫莎的穿梭列車使用，其餘4個月台分別供東、西行快速線和緩行線列車停站。斯勞車站曾經設有多條折返車道，雖然現在多已拆除，但對本車站歷史有一定認識者仍能從部份穹頂的接駁位置得知這些折返車道的位置。
車站其中一座建築物現時為斯勞與溫莎鐵路協會（Slough & Windsor Railway Society）的總部所在。

### Station Jim

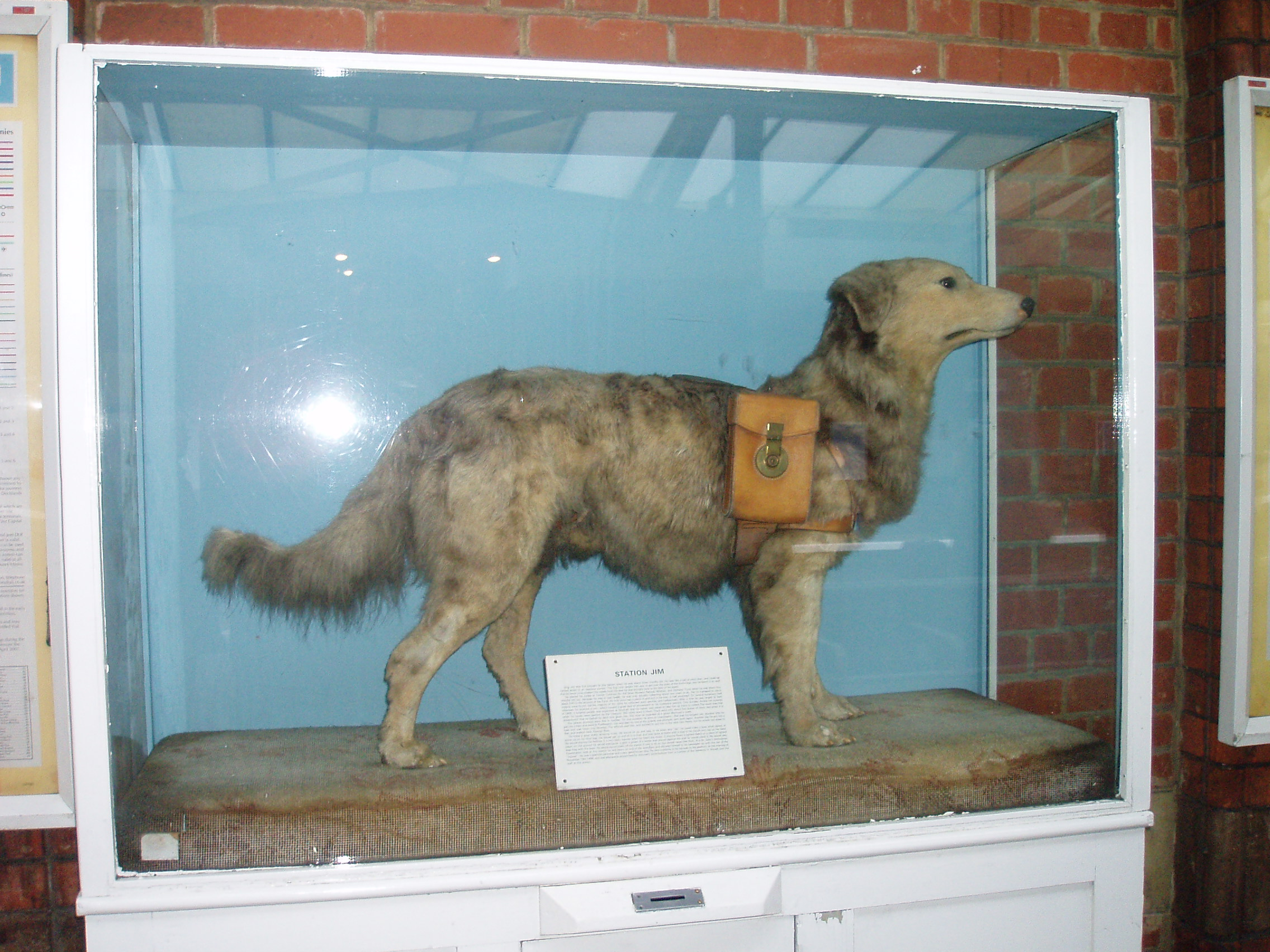
曾於斯勞車站工作、去世後被製成標本展示的Staion Jim

Station Jim（意指「車站的吉姆」）是一隻於1894至1896年間生活在斯勞車站，並為大西部鐵路孤寡基金（Great Western Railway Widows and Orphans Fund）籌款的混種狗。
據車站內陳列櫃的描述，吉姆於3個月大時被帶到斯勞車站，並隨即被教會經樓梯登上行人天橋橫過鐵路。大約一個月後，牠被任命為大西部鐵路孤寡基金的籌款大使。由於其體弱多病，牠協助籌得的款項不多（兩年間籌得共40英鎊，約合21世紀初的2500英鎊）。但牠深得當地人的歡心，以致於牠在1896年11月去世後，當地人士籌款將其剝製成標本並置於車站內作永久展示。

## 外部連結
- National Heritage List for England – Details of Grade II listing – Slough railway station (entry no. 1321982) （英文）
- British Pathé – Newsreel footage showing aftermath of collision at Dolphin Junction, Slough, July 1941 (影片) （英文）
- 列车时刻表及车站信息：斯勞車站，来自英国铁路官方网站 （英文）